# Willi Dansgaard
Willi Dansgaard, född 30 augusti 1922, död 8 januari 2011, var en dansk paleoklimatolog. 
Dansgaard forskade på iskärnor från Grönlands glaciärer. Han var den förste som visade att spår av syreisotopen oxygen-18 och väteisotopen deuterium i borrprover från glaciäris kunde vara en indikator för ett forntida klimat.
Dansgaard var professor emeritus i geofysik vid Köpenhamns universitet. Han invaldes 1994 som utländsk ledamot av Vetenskapsakademien och var ledamot av Det Kongelige Danske Videnskabernes Selskab.